# Озерки (Правдинський район)
Озерки (рос. Озерки) — селище Правдинського району, Калінінградської області Росії. Входить до складу Желєзнодорожного міського поселення.
Населення —  81 особа (2015 рік). 

## Населення
| 2002 | 2010 |
| ---- | ---- |
| 99   | ↘81  |